# Testamento
Testamento é a manifestação de última vontade pelo qual um indivíduo dispõe, para depois da morte, em todo ou uma parte de seus bens. Devido ao fato desta livre manifestação de vontade gerar efeitos jurídicos, o testamento é considerado um negócio jurídico.
Normalmente os testamentos contém disposições de ordem patrimonial, podendo também conter disposições de outra natureza, tais como: a nomeação de um tutor, a confissão de uma dívida ou o reconhecimento de um filho.

## No Brasil

### Noções gerais
O testamento é um ato solene e revogável. A solenidade do ato diz respeito às "formalidades legais", ou seja, o cumprimento das determinações previstas em lei, sob pena de nulidade. Já a revogabilidade do ato é a possibilidade de o testador poder revogar o testamento a qualquer tempo, modificando-o total ou parcialmente, até o momento de sua morte. Somente as questões de ordem patrimonial podem ser revogadas (o reconhecimento de um filho, por exemplo, não pode ser revogado).
O testamento também deve ser considerado um negócio jurídico personalíssimo, unilateral e gratuito.
Diz-se personalíssimo devido ao fato das disposições (o conteúdo) do testamento só poderem ser feitas pelo agente testador e mais ninguém, nem mesmo por meio de um procurador ou representante. A lei permite, no entanto, que um terceiro assine o testamento à rogo do testador, nos casos dos analfabetos ou impossibilitados por qualquer motivo, desde que esta pessoa não tenha participado das disposições testamentárias (o conteúdo do testamento), bem como não pode ser beneficiária do testamento, sob pena de nulidade.
Desta forma, não existe a figura do "testamento conjunto" (Testamento por duas ou mais pessoas), até mesmo por vedação expressa da lei. (art. 1.863 do Código Civil Brasileiro).
A unilateralidade do testamento se dá pelo fato dele produzir efeitos apenas com a assinatura do testador, ou seja, apenas pela vontade de um lado do negócio jurídico, independente da manifestação dos herdeiros testamentários. (Por exemplo, um indivíduo pode testar, dispondo de um de seus bens para um herdeiro, externando, assim, sua última vontade. O fato de o herdeiro renunciar à herança não descaracteriza a unilateralidade do testamento). Por este motivo, o testamento não é considerado um contrato, pois dependeria da vontade das duas partes.
O testamento também é um negócio gratuito, pois não exige qualquer contraprestação dos beneficiários. A existência de encargo ou condição nas disposições testamentárias não retira o caráter gratuito do testamento.

#### INTERPRETAÇÃO DE TESTAMENTOS
Os arts. 1 899, 1902 a 1 908 do Código Civil Brasileiro referem-se à interpretação dos testamentos.  Em resumo, é preciso destacar que, nas cláusulas testamentárias que possibilitem interpretações diferentes, prevalecerá a que melhor assegure a observância da vontade do testador. Havendo disposição geral em favor dos pobres, dos estabelecimentos particulares de caridade ou de assistência pública, entender-se-á relativa àqueles do lugar do domicílio do testador ao tempo de sua morte, salvo se manifestar sobre outra localidade, expressamente. O erro na designação da pessoa do herdeiro, do legatário, ou da coisa legada anula a disposição se não se puder identificar a pessoa ou coisa a que o testador queria referir-se, pelo contexto do testamento, por outros documentos, ou por fatos inequívocos. Se o testamento nomear dois ou mais herdeiros, sem discriminar a parte de cada um, a porção disponível do testador será partilhada por igual, entre todos.
Através do processo filológico ou gramatical de hermenêutica para a interpretação procura-se entender as expressões do estipulante, as palavras empregadas para traduzir a intenção, implícita ou explicitamente, e revelar com clareza o intuito do testador ao fazer uma liberalidade, o objeto da dádiva e o respectivo beneficiário. O método filológico vem a ser a interpretação dos textos jurídicos à luz da tradição ou sentido histórico das palavras. A filologia faz a análise e considera o sentido das palavras no tempo. Carlos Roberto Gonçalves   enumera regras práticas estabelecidas pela doutrina e pela jurisprudência para interpretação dos testamentos:
1. “Expressões masculinas abrangem o feminino, mas o inverso não se impõe. A recíproca não é verdadeira: contemplados filhos, netos, sobrinhos, tios ou primos, aplica-se a disposição às filhas, netas e etc.; porém, se está escrito “lego às minhas sobrinhas”, ninguém conclui participarem os sobrinhos.
2. Pontuação, letras maiúsculas e sintaxe auxiliam a exegese, embora em menor escala, em caráter complementar, subsidiário apenas, ou em falta de outros meios de hermenêutica. O intérprete deve assinalar e corrigir enganos relativos à pontuação e à gramática.
3. In testamentis plenius voluntates testanitium interpretantur (Interpretam-se nos testamentos, de preferência e em toda a sua plenitude, as vontades dos testadores). Procura-se, destarte, por todos os meios de direito e com o emprego dos vários recursos da hermenêutica, a intenção real, efetiva, e não só aquilo que as palavras parecem exprimir.
4. Quando o estipulante beneficia filhos, cumpre distinguir: se constituem a prole de terceiro, incluem-se tanto os do sexo masculino como os do feminino, porém não os netos; se do próprio hereditando, toma-se a palavra como sinônima de descendentes; recebem os filhos e os netos – dos filhos do de cujus, se antes deste morreram os pais e avós dos segundos.
5. Se a disposição testamentária for ambígua, deve-se interpretá-la no sentido que lhe dê eficácia, e não no que ela não tenha qualquer efeito. O intérprete deve pender, sempre, para a alternativa que favorecer a validade e eficácia do testamento, atendendo ao princípio da conservação do ato, ou favor testamenti.
6. Para melhor aferir a vontade do testador, faz-se mister apreciar o conjunto das disposições testamentárias, e não determinada cláusula que, isoladamente, ofereça dúvida.
7. Quando o testador identifica o beneficiário pelo cargo ou função que exerce (o pároco de tal igreja, o prefeito de tal cidade, por exemplo), entende-se que o beneficiário é a pessoa que exercer o cargo ou a função na época do falecimento do de cujus.
8. O vocábulo “bens” designa tudo o que tem valor: móveis, imóveis, semoventes, dinheiro, títulos, créditos...
9. Quando o testador diz que deixa a determinado herdeiro o automóvel que possui, ou o dinheiro que tem em casa, compreende-se os bens dessa natureza possuídos pelo estipulante ao tempo de sua morte.
10. Quando o testador contempla indeterminadamente certa categoria de pessoas, por exemplo, empregados e domésticos, entende-se que deseja beneficiar, tão somente, os que às suas ordens se encontravam ao se abrir a sucessão.
11. A expressão “prole” aplicar-se-á aos descendentes, filhos de sangue ou adotivos, indiferentemente.”

### Capacidade testamentária ativa e passiva
Capacidades testamentária ativa é a própria capacidade de testar, ou seja: "dispor de seus bens, em todo ou em parte, para depois de sua morte". São proibidos legalmente de testar os absolutamente incapazes (uma vez que os maiores de dezesseis anos podem testar), as pessoas jurídicas e os que não tiverem pleno discernimento à época do testamento (pois a incapacidade posterior não invalida o testamento, nem tampouco a capacidade posterior torna válido um feito por um incapaz.)
Já a Capacidade testamentária passiva é a capacidade de receber / adquirir por testamento, verificada no momento da abertura da sucessão. Não podem receber por testamento as pessoas elencadas no art. 1.801 do Código Civil Brasileiro, sob pena de nulidade, a saber:
1. - a pessoa que, a rogo, escreveu o testamento, nem o seu cônjuge ou companheiro, ou os seus ascendentes e irmãos;
2. - as testemunhas do testamento;
3. - o concubino do testador casado, salvo se este, sem culpa sua, estiver separado de fato do cônjuge há mais de cinco anos;
4. - o tabelião, civil ou militar, ou o comandante ou escrivão, perante quem se fizer, assim como o que fizer ou aprovar o testamento.

A doutrina dominante considera também os absolutamente incapazes a receber por testamento como os filhos não concebidos à época da abertura da sucessão (com exceção dos eventuais filhos de pessoas indicadas pelo testador), as pessoas jurídicas de direito público e as de direito privado não existentes à época da morte do testador (verificada a exceção da fundação que deverá ser criada segundo a vontade do testador pois, assim como a lei põe a salvo os direitos do nascituro, por analogia, a empresa embrionária também poderá receber por testamento)

### Formas de testamento
As formas ordinárias (mais comuns) de testamento, são:
- o Testamento Público, é o testamento escrito ou dactilografado pelo tabelião (ou seu substituto) em livro de notas cartorário, de acordo com as declarações do testador, o que deverá ser lido em voz alta, na presença do testador e de duas testemunhas. Logo após, todos os indicados deverão assinar o testamento, suas firmas reconhecidas e o testamento registrado em livro próprio, conferindo-lhe a publicidade. O tabelião deverá entregar ao testador o Traslado de testamento, que é o seu "comprovante".

Os deficientes visuais só podem servir-se desta forma de testamento, conforme preceitua o artigo 1.867 do Código Civil Brasileiro, sob pena de nulidade.
- o testamento cerrado é o testamento particular, escrito e assinado pelo próprio testador, ou por escrito por outra pessoa, e assinado por ele (não é permitida a assinatura "à rogo"), será entregue ao tabelião, na presença de 2 (duas) testemunhas, para aprovação e registro. O tabelião deverá fazer uma análise superficial do documento, verificando principalmente as assinaturas, e, caso aprovado, deverá ser lavrado o "Auto de aprovação" (no próprio documento, logo após a última palavra do testador), lido na presença do testador e das testemunhas, colhidas as assinaturas dos indicados e, por fim, "cerrá-lo", ou seja, é colocado um invólucro (envelope ou similar) vedando-o com costura. Em seguida é entregue ao testador.

Esta modalidade é pouco utilizada em nossa sociedade, porém é a que transmite maior sigilo.
- o testamento particular é o testamento particular não registrado em cartório. Deve ser escrito e assinado pelo próprio portador, a punho próprio ou por processo mecânico. Caso seja escrito a punho, deve ser lido e assinado por quem o escreveu, na presença de pelo menos três testemunhas, que deverão subscrevê-lo. Se elaborado por processo mecânico, não pode conter quaisquer rasuras ou espaços em branco, assinado pelo testador e depois ser lido na presença de pelo menos três testemunhas, que o subscreverão. Se Morto o testador, publicar-se-á em juízo o testamento, com citação dos herdeiros legítimos.

Já as formas excepcionais de testamento, (aquelas realizadas somente mediante risco de morte iminente em embarcações, aeronaves ou mesmo em campanhas à serviço das Forças Armadas) são:
- o testamento marítimo, regulado pelo art. 1.888 do Código Civil Brasileiro, é aquele realizado perante a autoridade da embarcação (Capitão, Comandante ou pessoa por ele designada) em que o testador estiver viajando, utilizando-se os procedimentos da forma pública ou cerrada, que deverá ser registrado no livro de bordo e entregue à autoridade administrativa no primeiro porto nacional em que a embarcação parar;

- o testamento aeronáutico, regulado pelo art. 1.889 do Código Civil Brasileiro, é aquele realizado perante a autoridade da aeronave (Comandante ou pessoa por ele determinada) em que o testador estiver viajando, utilizando-se os procedimentos da forma pública ou cerrada, que deverá ser registrado no livro de bordo e entregue à autoridade administrativa no primeiro aeroporto em que a aeronave pousar;

- o testamento militar, regulado pelo art. 1.893 e seguintes do Código Civil Brasileiro, é aquele realizado por militares ou pessoas a serviço militar, e pode ser realizado, junto com duas testemunhas: Perante o Comandante da expedição (ainda que de patente inferior); perante o Oficial de saúde ou diretor do hospital em que o testador estiver internado; perante o substituto imediato, no caso do testador ser o oficial de mais alta patente. Deve ser escrito à punho próprio e apresentado de forma aberta ou cerrada. [5]

Estas modalidades excepcionais "caducam" (perdem eficácia) se o testador estivesse em local em que pudesse testar da forma ordinária, bem como não vindo a falecer durante os 90 (noventa) dias seguintes ao testamento, em local onde se pudesse realizá-lo da forma ordinária, com exceção do Testamento militar, desde que o oficial anote no testamento o lugar, dia, mês e ano, em que lhe foi apresentado, assinando-o juntamente com as testemunhas, o que lhe dará caráter oficial.

### Codicilos
Codicilo é muito parecido com o testamento, embora não possua suas formalidades legais. É um escrito particular, datado e assinado, em que o indivíduo pode tecer disposições sobre seu próprio funeral, bem como destinar bens e valores de pouca monta a pessoas indicadas ou, indistintamente a pobres, independente de testamento. É regido no Código Civil pelo artigo 1 881 e seguintes. Se este for encontrado em invólucro fechado, seguir-se-á o procedimento do testamento cerrado, para abertura.
Assim como o testamento, o codicilo pode ser revogado, seja por posterior codicilo ou por testamento posterior que expressamente o revogar ou não o confirmar.

### Ab intestato
Ab intestato é uma expressão latina literalmente traduzida “Por ausência de testamento”, usada para indicar que uma pessoa faleceu sem deixar testamento. O herdeiro que o sucedeu é denominado herdeiro "ab intestato".
Na Roma antiga era uma desonra morrer ab intestato, e tendo todo o cidadão o direito de testar não deixava de instituir, por acto solene, o herdeiro que depois da sua morte havia de continuar a sua pessoa e herdar os seus bens.[carece de fontes?]